# Auslandsvorbereitung
Unter Auslandsvorbereitungen versteht man alle Maßnahmen, welche dazu dienen, eine Reise bzw. einen Aufenthalt in einem anderen Land bzw. in einer anderen Kultur vorzubereiten. Dies können organisatorische Maßnahmen wie die Beantragung von Pass und Visa, der Abschluss einer Krankenversicherung wie auch ein interkulturelles Training sein.
Das Ziel der Auslandsvorbereitung ist das Erlangen von relevantem Wissen über das Zielland/-kultur beziehungsweise die Entwicklung interkultureller Kompetenz für das Zielland. 